# Юртов, Евгений Васильевич
Евгений Васильевич Юртов (15 июля 1947 — 25 марта 2021) — советский и российский химик, специалист в области физикохимии экстракционных систем, член-корреспондент РАН (2000).

## Биография
Родился 15 июля 1947 года в Москве.
В 1971 году окончил инженерный физико-химический факультет МХТИ имени Д. И. Менделеева, затем там же в 1975 году окончил аспирантуру и начал работать ассистентом на кафедре технологии редких и рассеянных элементов.
В период с 1984 по 1985 годы работал в университете «Цинхуа», г. Пекин, а в 1989 году — associate professor на корабле-плавучем факультете Питтсбургского университета США.
В 1991 году защитил докторскую диссертацию, было присвоено учёное звание профессора.
В 2000 году избран членом-корреспондентом РАН.
С 2003 года — заведующий кафедрой наноматериалов и нанотехнологии РХТУ имени Д. И. Менделеева.
С 3 февраля 2016 по 30 июня 2017 года исполнял обязанности ректора РХТУ имени Д. И. Менделеева.
Умер 25 марта 2021 года. Прах захоронен на Востряковском кладбище.

## Научно-организаторская деятельность[3]
- член Международного комитета по жидкостной экстракции (ICSE);
- член бюро Научного совета РАН «Научные основы химической технологии»;
- член Научного совета РАН «Физическая химия»;
- ассоциированный член Международного союза по общей и прикладной химии (IUPAC);
- член редколлегии Коллоидного журнала РАН;
- заместитель главного редактора журнала «Химическая технология»;
- член редколлегии журнала «Мембраны и мембранные технологии»;
- председатель диссертационного совета Д.212.204.11 при РХТУ им. Д. И. Менделеева по защите кандидатских и докторских диссертаций по специальностям физическая (02.00.04) и коллоидная (02.00.11) химия.

## Награды
- Премия Ленинского комсомола (в составе группы, за 1974 год) — за работу по вопросам термодинамики и кинетики экстракции
- Премия Правительства Российской Федерации в области образования (в составе группы, за 2011 год) — за научно-практическую и методическую разработку «Создание инновационной научно-образовательной системы подготовки кадров высшей квалификации в области нанотехнологий и наноматериалов»[6]
- Премия Правительства Российской Федерации в области науки и техники (в составе группы, за 2007 год) — за разработку научных основ, создание и внедрение в производство высокоэффективных технологий получения комплекса экологически ориентированных конкурентоспособных текстильных материалов для защиты среды обитания человека[7]